# Internet quàntic
L'internet quàntic consisteix en una extensió d'Internet actual on una xarxa interconnectada de nodes quàntics es fa servir per a transmetre i guardar informació quàntica. L'objectiu d'aquest es ser més segur que l'internet clàssic ja que es poden utilitzar tècniques de distribució de claus quàntica per tal d'assegurar una connexió privada entre dos nodes arbitraris. A més a més, aquest es pot utilitzar per a realitzar computacions quàntiques de manera distribuïda entre varis ordinador quàntics o per a la sincronització de rellotges de manera més exacta.
El descobriment de la teoria quàntica a principis del s. XX va obrir la porta a un nou camp en la física a final del mateix segle: Informació i Computació quàntica. Es va demostrar que era possible emmagatzemar informació en partícules individuals, essent aquesta la unitat física més petita capaç de codificar informació (descoberta fins ara). A més, el fet d'utilitzar partícules individuals fa que els efectes quàntics dominin el comportament d'aquests cossos, creant una nova forma de computació. Actualment, és possible crear ordinadors quàntics amb els quals s'han pogut fer càlculs computacionalment difícils per un ordinador clàssic i s'espera que en els propers anys es puguin realitzar d'altres que mai han estat possibles en clàssics.
Si més no, la manipulació i control de partícules individuals presenta moltes dificultats i això porta una baixa qualitat del maquinari emprat en aquests moments. Per exemple, el nombre de qbits, les partícules individuals on s'emmagatzema un qbit d'informació, és reduït ja que les distàncies entre ells han de ser reduïdes per tal de poder-los comunicar fàcilment però prou grans per evitar que interaccionin entre ells. A major nombre de qbits, major és la interacció i es fa més difícil de controlar-los individualment. Una alternativa a la creació d'un ordinador quàntic amb gran quantitat de qbits, és la creació de molts ordinadors amb pocs qbits però connectats entre ells. Aquests podrien estar situats en un mateix laboratori (com un centre de supercomputació) o en diferents ciutats, creant una xarxa d'ordinadors quàntics.
Actualment, no existeix cap xarxa quàntica a gran escala, tot i que s'han realitzat experiments a laboratoris d'arreu del món amb l'objectiu de demostrar la seva viabilitat en un futur. A la Unió Europea, la meta principal es la de connectar les principals capitals europees de forma quàntica cap al 2050.
Un dels principals esculls és la baixa qualitat del maquinari, però també hi juga en contra la distància a la qual es vol transmetre la informació. Aquest problema també és present en comunicació clàssica i és solucionat posicionant repetidors cada N kilòmetres, els quals copien i amplifiquen la informació transmesa. Això rau en el fet que la informació s'envia codificada en fotons, essent aquesta la partícula que viatja més ràpid, la pèrdua dels quals creix exponencialment amb la distancia degut a l'atenuació. A més, no és possible aplicar els mateixos mètodes en el règim quàntic degut al teorema de no clonació, precisament aquesta característica és la que fa l'internet quàntic més segur que l'actual. No obstant això, s'han proposat solucions similars fent servir repetidors quàntics terrestres o via satèl·lit.

## Elements
L'objectiu de l'internet quàntic és l'enviament d'informació en estat quàntic entre dos nodes arbitraris d'aquesta xarxa. Per tal de fer-ho possible necessitem de processadors quàntics (equivalents a una CPU clàssica), els quals han de ser capaços de guardar i transmetre informació quàntica; un canal de comunicació entre nodes, que pot ser tant terrestre (fibres òptiques) com aeri (satèl·lits), segons el tipus de repetidor quàntic que s'utilitzi; i finalment, protocols que permetin l'enviament segur de la informació.

### Processadors quàntics
Constitueixen els nodes finals de la xarxa i poden formar part d'un ordinador quàntic o d'un sensor quàntic, per exemple. Qualsevol realització física d'un processador quàntic requereix de tres elements fonamentals:

#### Memòria quàntica
El seu equivalent clàssic és un disc dur o una RAM. La memòria quàntica disposa de qbits físics, la implementació dels quals depèn del tipus de sistema físic utilitzat, però en tots els casos és possible realitzar un conjunt limitat d'operacions sobre ells per tal de permetre la comunicació. També, s'hi pot guardar informació durant un període màxim de temps, després del qual la informació es perd degut a la decoherència quàntica.
Actualment, s'han realitzat experiments de xarxes quàntiques a petita escala amb diferents tipus de memòria, entre els quals destaquen els centres de nitrogen-vacant, les trampes de ions o les col·lectivitats d'àtoms, entre d'altres. La caracterització de cada una de les implementacions representa tot un camp d'estudi, però es pot extreure un seguit de propietats comunes que facilitaran el seu estudi.
En general, cada operació que s'aplica a un qubit introdueix un error en l'estat que codifica i per tant, en disminueix la seva qualitat. Denotant com {\displaystyle \eta _{U}} l'eficiència de la porta quàntica, podem distingir-ne 4 tipus d'operacions fonamentals:
- Inicialització: abans de guardar l'estat quàntic hem de conèixer l'estat en el que es troba el qubit físic i així poder aplicar les operacions corresponents. La manera més senzilla és destruir l'estat anterior i inicialitzar-lo en un estat que coneixem i que és fàcil de tractar. Aquest estat preferit no es general sinó que depèn del sistema de memòria utilitzat. Si bé se cert que, en la majoria, aquest estat preferit és l'estat fonamental del sistema, on aquí considerarem que és l'estat {\displaystyle |0\rangle } de la base computacional. Com hem dit, el procés d'inicialització pot fallar amb una probabilitat {\displaystyle 1-\eta _{ini}} i en cas de fallada, l'estat que es crea és desconegut. Aquest fet es pot representar matemàticament fent ús d'un canal quàntic despolaritzant: {\displaystyle \rho \rightarrow \eta _{ini}|0\rangle \langle 0|+(1-\eta _{ini}){\frac {\mathbb {I} _{2}}{2}}}; on l'estat creat en cas de fallada és l'estat completament barrejat {\displaystyle \mathbb {I} _{2}/2}.
- Portes quàntiques: són operacions unitàries que es realitzen sobre 1 o més qubits, com per exemple rotacions, portes controlades... Els errors introduïts en l'aplicació de les portes són diferents, però en general podem agrupar-les segons el nombre de qubits sobre els quals s'interacciona. Per tant, definim {\displaystyle \eta _{op,n}} com l'eficiència de la porta que actua sobre {\displaystyle n} qubits. De la mateixa manera que abans, quan l'operació falla, l'estat dels {\displaystyle n} qubits queda indeterminat i ho representem com: {\displaystyle \rho \rightarrow \eta _{op}U\rho U^{\dagger }+(1-\eta _{op}){\frac {\mathbb {I} _{2^{n}}}{2^{n}}}}; on ara {\displaystyle \rho \in H^{\otimes 2^{n}}}.
- Mesura: la mesura d'un qubit també introdueix errors. Teòricament, la mesura s'hauria de poder realitzar en totes les direccions possibles a l'Esfera de Bloch, però a efectes pràctics aquest no és el cas. És comú que la implementació física només permeti mesures en una direcció preferida, de la mateixa manera que els qubits s'inicialitzen en un estat predeterminat. Asumirem que aquesta direcció és la base computacional {\displaystyle \{|0\rangle ,|1\rangle \}} i definirem la mesura defectuosa amb el POVM: {\displaystyle \{M_{0}=\eta _{m,0}|0\rangle \langle 0|+(1-\eta _{m,0})|1\rangle \langle 1|,M_{1}=\eta _{m,0}|1\rangle \langle 1|+(1-\eta _{m,1})|0\rangle \langle 0|\}}; on {\displaystyle \eta _{m,0}\ (\eta _{m,1})} determina la probabilitat de mesurar 0 (1) quan l'estat era {\displaystyle |0\rangle \ (|1\rangle )}.

La modelització d'aquests errors s'ajusta en gran manera al experiments realitzats. A més, l'ús de canals despolaritzadors representa el pitjor escenari en que ens podríem trobar, la pèrdua completa de l'estat després de l'operació, i és útil per a obtenir cotes inferiors per l'eficiència. És instructiu esmentar que, en la majoria de dispositius, l'eficiència de l'inicialització i de les operacions sobre un qubit és major que l'eficiència de les mesures o operacions sobre 2 o mes qubits.
Per desgràcia, aquests no són els únics tipus d'errors que pateixen les memòries quàntiques. Pel sol fet de guardar la informació, els qubits perden coherència, l'estat tendeix a l'estat fonamental (de mínima energia) del sistema. Una manera de representar aquest procés, també comuna a varies realitzacions, és amb la relaxació (RMN). Pom entendre el qubit, de manera molt simplificada, com una baldufa que és manté en peu mentre gira, fins que aquest gir s'alenteix i cau. El temps que passa des que s'inicia el gir (es genera l'estat quàntic) fins que cau (torna a l'estat fonamental) és el temps de relaxació {\displaystyle T_{1}}. A més, també existeix el temps de desfasament {\displaystyle T_{2}} que identifica el temps que tarda un estat quàntic superposat en perdre-la (no te analogia clàssica). Per definició, {\displaystyle T_{2}<T_{1}}, i pràcticament {\displaystyle T_{2}\ll T_{1}}. Per exemple, el temps de desfasament en centres de nitrogen-vacant és de l'ordre de mil·lisegons mentre que el temps de relaxació és superior a la hora.

#### Interfície llum-matèria
Aquesta part no te equivalent clàssic, serveix per convertir qubits emmagatzemats a la memòria en qubits fotònics que poden ser transmesos i posteriorment mesurats al seu destí. Les propietats dels fotons són diferents a les dels qubits materials, per exemple, un fotó te espí 0 i, per tant, no es pot fer servir aquesta característica per codificar la informació. Per fotons, és comú utilitzar dos modes ortogonals de polarització (vertical/horitzontal) o bé els modes temporals (aviat/tard), és a dir, en la presencia d'absència de fotons en un instant de temps concret. Ambdues tècniques són igual de valides, tot depèn altra cop del tipus de memòria que disposem. En NVs i trampes d'ions s'utilitza un pols de radiofreqüència per excitar breument un o els dos estats de la base computacional, en el primer cas només un estat és excitat i la polarització del fotó que es crea és aleatòria, per tant s'ha d'utilitzar la codificació temporal. En canvi, en trampes d'ions el procés de decaïment genera fotons en una certa polarització segons l'estat inicial, permetent l'ús de la codificació de polarització. Aquesta conversió és típicament probabilística, definirem la seva eficiència amb el paràmetre {\displaystyle \eta _{em}}.
D'altra banda, tenim el procés contrari que consisteix en la detecció del fotó i del seu estat. Tot i que es poden fer servir diferents mètodes de codificació, per a la detecció típicament es fan servir fotodiodes d'allau (APD) que permeten la detecció precisa de l'arribada d'un sol fotó. En cas que aquest hagi estat codificat fent servir la polarització, llavors el fotó prèviament es fa passar per un filtre polaritzador que separa les dues polarització i envia cada una d'elles a un APD diferent. La detecció és també un procés probabilístic que te èxit amb probabilitat {\displaystyle \eta _{det}}.

### Canal de comunicació
Constitueix el mitjà pel qual els fotons s'envien entre els nodes finals de la xarxa.

#### Terrestre
Les xarxes quàntiques terrestres són fàcilment utilitzant fibres òptiques d'ús comercial que ja s'utilitzen clàssicament. Els fotons interactuen poc amb l'entorn, reduint la probabilitat de patir decoherència durant el viatge. D'altra banda, aquestes pateixen un decaïment exponencial del nombre de fotons amb la distancia, per tal d'aconseguir que només un fotó individual viatgés una distancia de 1000 km s'haurien d'enviar originalment {\displaystyle 10^{22}} aproximadament (assumint un coeficient de pèrdua de 0.22 dB/km). A més, la velocitat de la llum es veu limitada ja que el material del que estan fetes (silica) te un índex de refracció d'aproximadament 1.44-1.46, el que implica una reducció del 33% respecte la velocitat de la llum al buit
És necessari l'ús d'estacions intermedies per tal de connectar dos nodes a grans distancies, els repetidors quàntics. Això permet reduir el temps d'espera entre l'emissió i rebuda del fotó, ja que la probabilitat que aquest arribi és exponencialment major.

#### Aeri
En aquest cas, la xarxa quàntica es troba a l'espai i els repetidors quàntics són reemplaçats per satèl·lits. Tot i això, el funcionament és similar al de les fibres òptiques terrestres. Si més no, l'avantatge que suposa realitzar connexions a l'espai és que la velocitat de la llum és la del buit i permet augmentar la taxa de transmissió d'informació. També, calen menys repetidors ja que la pèrdua de fotons no afecta en tanta mesura com a les fibres òptiques, permetent l'interncanvi de fotons a distancies de 20.000 km. La major part es perden en les connexions terra-satèl·lit on els fotons són absorbits per l'atmosfera. Aquest és el principal desavantatge, ja que la xarxa es troba sotmesa a les inclemències climàtiques variables que poden afecta de manera indeterminada l'estat dels fotons transmesos.

### Protocols
Controlen les operacions entre nodes i repetidors per tal d'assegurar que la informació enviada per un node arriba al destí de la manera més segura i fiable possible, mitigant els errors que poden aparèixer en el camí. Aquí ens limitarem a comentar els protocols fonamentals que permeten aquesta connexió, és a dir, a la creació d'un estat entrellaçat de suficient qualitat que permeti l'enviament posterior de qubits fent servir la teleportació quàntica. Es important recalcar que no s'ha trobat que un mètode sigui superior als altres, generalment la viabilitat d'un protocol depèn de la situació en estudi, tot i això podem donar els elements claus.
Primerament, els protocols depenen de la qualitat dels repetidors quàntics, dispositius de major qualitat permeten utilitzar protocols més eficients. Podem distingir entre tres generacions de repetidors i emmarcarem l'estudi dels protocols dintre de cada una d'elles.
En general, per tal de connectar dos nodes necessitem un protocol que generi estats entrellaçats entre dos repetidors veïns, aquests enllaços seran estesos a llargues distancies fent servir l'interncanvi d'entrellaçament fins a connectar els punts finals. Entremig, també necessitarem mètodes per corregir errors que puguin succeir, ja sigui per prevenir la pèrdua de fotons o per millorar la qualitat d'aquests estats compartits.

#### 1G
La primera generació de repetidors quàntics es caracteritza per l'ús de maquinari de poca qualitat, el qual introdueix molt soroll dintre del sistema. Els dispositius actuals es troben dintre d'aquesta categoria ja que les memòries quàntiques realitzen operacions amb una probabilitat d'error de l'ordre de l'1% i els processos d'emissió i detecció de fotons tenen eficiències combinades {\displaystyle <50\%}. Per tant, s'han d'utilitzar tècniques de correcció d'errors amb el menor nombre d'operacions possibles, un us excessiu introduiria més soroll al sistema del que s'intenta treure. A més, els dispositius actuals tenen un nombre reduït de qubits físics (s'han realitzat experiments amb repetidors de fins a màxim 10 qubits) el que limita el nombre de recursos disponibles. Tot això influeix en la qualitat final de l'estat, prohibint la possibilitat de crear un estat perfecte, i en la taxa de generació d'aquest, essent la més lenta d'entre les tres generacions.
Els protocols que s'utilitzen per tal de generar un estat entrellaçat entre dos nodes fent servir repetidors quàntics de primera generació són:
- Protocols de generació d'entrellaçament: per tal de generar un estat entrellaçat, en concret, un Estat de Bell entre dos nodes es fa servir una estació situada aproximadament a la meitat del camí entre els dos. Els nodes generen un estat entrellaçat entre un dels qubits a la seva memòria i un fotó, el qual s'envia a l'estació intermedia on són mesurat. El resultat d'aquesta mesura s'envia de tornada als nodes per un mitjà clàssic; en cas de èxit, el protocol assegura que s'haurà generat l'estat desitjat entre els dos qubits seleccionats. Per contra, si el procés falla, ja sigui perquè el fotó no ha arribat o el resultat de la mesura no es vàlid, el protocol es repeteix, reinicialitzant el qubit, fins a l'èxit. Aquest tipus de protocol s'inclouen dintre de generació d'entrellaçament anunciada a la meitat i permeten dividir entre dos la distancia de viatge del fotó, incrementant l'eficiència de transmissió. En distingim dos grups principals segons el nombre de fotons necessaris que han d'arribar a l'estació de mesura:
  - Sol clic:[26] només un fotó procedent d'un dels dos nodes ha d'arribar al mig. En aquest cas, la informació es codifica en la presència d'absència de fotons als detectors. Aquest mètode és el més útil quan l'eficiència de transmissió és molt baixa, i perd fiabilitat quan aquesta és alta ja que la probabilitat que arribin dos fotons incrementa i redueix la freqüència d'èxit del protocol.
  - Doble clic:[20][27] ambdós dos fotons són necessaris a l'estació intermèdia per a realitzar una mesura de Bell.
- Protocols de purificació d'entrellaçament:[28] augmenten la qualitat dels estats entrellaçats. Són protocols probabilístics, els quals agafen un conjunt d'{\displaystyle n} estats entrellaçats inicials de baixa qualitat, realitzen un seguit d'operacions locals i en mesuren un subconjunt {\displaystyle m<n} per tal de generar finalment {\displaystyle n-m} copies d'estats entrellaçats de major qualitat que les inicials (en certes condicions).
- Protocol d'extensió d'entrellaçament: permet crear connexions de llarga distancia a partir d'altres de poca fent servir repetidors i la teleportació quàntica.
- Protocols de xarxa: determinen l'ordre en el que s'utilitzen els últims tres protocols.

#### 2G
Aquesta segona generació treballa amb un maquinari millorat respecte la primera amb errors en les operacions per sota el 0.1%, cosa que permet l'ús de tècniques de correcció d'errors quàntics. Tot i això, encara treballa amb eficiències de transmissió vora el 50% i, per tant, fa servir els mateixos protocols de generació d'entrellaçament que la primera.

#### 3G
La tercera generació es troba en el règim tolerant a les fallades, és a dir, els errors són tant reduïts que sempre és possible corregir-los amb Correcció d'errors quàntics. L'eficiència en la transmissió es troba en el règim semideterminístic amb valors superiors al 90%, el que implica un menor temps d'espera en la connexió.